# Pré-publicação
Uma pré-publicação (em inglês: preprint) é um projeto de um artigo científico que não foi ainda publicado em um periódico científico com revisão por pares.

## Função
Publicação de manuscritos em periódicos com revisão aos pares frequentemente leva semanas, meses e até anos após suas submissões inicial, uma vez que eles podem sofrer extensivas críticas de seus revisores. A necessidade de circulação rápida de resultados recentes com uma comunidade científica tem feito pesquisadores distribuírem documentos conhecidos como preprints, que são artigos que não passaram por uma revisão por pares. A distribuição imediata de pré-publicações permite ao autor receber o retorno por seus pares, que podem ser muito úteis na preparação e revisão de artigos para apresentação.
Desde 1991, preprints têm sido cada vez mais distribuído eletronicamente pela Internet, ao invés de cópias em papel. Isso deu origem a uma massiva base de dados de preprints, tais como arXiv.org e arquivos institucionais (ou repositórios). Tais preprints podem ser conhecidos como e-imprime, ou eprint.

### Estágios de publicação
Enquanto uma pré-publicação refere-se a um artigo ainda não publicado, um post-print [en] refere-se a um artigo que foi aceito e publicado em um periódico com revisão por pares.

### Repositórios
- IMPA - Servidor de Pré-Publicações
- Pré-Publicações do DMU
- Notas de Física
- «ScientificCommons.org».
- «arXiv.org e-print archive».
- «Registry of Open Access repositories (ROAR)».